# Lepidotrigla cavillone
Lepidotrigla cavillone är en fiskart som först beskrevs av Lacepède, 1801.  Lepidotrigla cavillone ingår i släktet Lepidotrigla och familjen knotfiskar. Inga underarter finns listade i Catalogue of Life.